# Anna Lazareva
Anna Nikolaevna Lazareva (in russo Анна Николаевна Лазарева?; Mosca, 31 gennaio 1997) è una pallavolista russa, opposto delle Atlanta Vibe.

## Palmarès

### Club
- Campionato russo: 3

2015-16, 2017-18, 2018-19
- Campionato turco: 1

2022-23
- Coppa di Russia: 1

2018
- Supercoppa russa: 2

2017, 2018
- Supercoppa turca: 1

2022

### Nazionale (competizioni minori)
- Universiade 2019

### Premi individuali
- 2024 - Pro Volleyball Federation: All-PVF First Team[5]